# Ferrario Lucertola 500
La Ferrario Lucertola 500, conosciuta anche come Fiat 500 Lucertola, è un fuoristrada spiaggina costruita dalla ditta Ferrario di Albavilla, dal 1969 al 1974.

## Contesto
Il prototipo, fu realizzato come veicolo personale a scopo ludico dai fratelli Carlo Ferrario (classe 1900), Giuseppe Ferrario (classe 1916), ex fabbri e titolari di un distributore di benzina ad Albavilla (CO), ed ideato con la collaborazione di Giuseppe Mauri (classe 1940). Il prototipo si rivelò ben presto un automezzo particolarmente interessante per le originali soluzioni tecniche e per l'estrema adattabilità alle mulattiere alpine, tanto che ne furono costruiti 24 esemplari, tutti su ordinazione.
Va ricordato, che molte delle soluzioni tecniche adottate sulla Lucertola, furono prese da quelle di un altro veicolo realizzato precedentemente (1967-1968), in esemplare unico, da Euticchio Taroni e Mario Taroni di Carate Urio (CO) ed ideato espressamente per poter percorrere la ripida mulattiera che sale dal paese di Carate Urio (CO), alla località "Monti di Carate".
Il prototipo della Lucertola dei F.lli Ferrario, fu testato e perfezionato, dopo numerose escursioni sui sentieri e mulattiere nelle zone montuose del Bollettone e Palanzone, che si trovano non lontano da Albavilla.
La carrozzerie, furono realizzate dalla carrozzeria "Introzzi" di Lipomo (CO) e dalla "Carrozzeria Alta Brianza"
La singolarità della vettura è principalmente determinata dalle 6 ruote indipendenti, 4 delle quali motrici, poste al retrotreno e regolate longitudinalmente da un bilanciere. Il moto alle coppie di ruote posteriori, è trasmesso dai due semiassi che, a loro volta, muovono corte catene collegate ai mozzi delle ruote retrostanti. Le catene lavorano allo scoperto, protette solo da carter, esattamente come nelle moto.
Il corpo vettura fu totalmente realizzato dai Ferrario che utilizzarono sia il propulsore da 500 cm³ a "sogliola" a cilindri orizzontali della Fiat 500 Giardiniera, che il motore della Fiat 500 F a cilindri verticali,  ed il cambio modificato della Fiat 600, soluzione precedentemente sperimentata con successo sulla Ferves Ranger.
Grazie alla trasmissione sulle 4 ruote posteriori ed alle ridotte dimensioni, la "Lucertola" è in grado di destreggiarsi sugli stretti viottoli di montagna e di superare pendenze notevoli, con un peso complessivo di 1.160 kg a pieno carico. I freni a doppio circuito sulle 6 ruote vengono azionati contemporaneamente dalla pompa idraulica, mentre due comandi manuali agiscono separatamente sulle ruote di destra e di sinistra, surrogando la manovrabilità degli ATV.
Nonostante le spiccate caratteristiche da fuoristrada, la "Lucertola" è anche in grado di trasportare 4 persone e 50 kg di bagaglio, viaggiando ad una velocità massima di 80 km/h sulle normali strade.
Uno degli ultimi esemplari realizzati è custodito presso il Lane Motor Museum di Nashville.